# Laphria saffrana
Laphria saffrana là một loài ruồi trong họ Asilidae. Laphria saffrana được Fabricius miêu tả năm 1805. Loài này phân bố ở vùng Tân Bắc giới.